# 皇帝
皇帝（こうてい、英語: emperor, king of kings, the King、ドイツ語: Kaiser、ラテン語: imperator、ロシア語: император, царь、ギリシア語: αὐτοκράτωρ, Βασιλεὺς βασιλέων、中国語: 皇帝）は、帝国君主の総称。王の中の王（諸王の王）、君主国の君主の称号。皇帝という君主号には「唯一神」の意味や模倣・僭称も存在し、一神教では、人間が崇拝すべきは唯一神という「唯一の皇帝」・「宇宙で唯一の正当な王者」・「全人類の皇帝」のみであるとされている。
キリスト教圏における「唯一の神、唯一の皇帝」という理念は、キリスト教がローマ帝国主義と融合し国教化していった歴史から大きく影響されている。ロシアでは1990年代初期以降、皇帝制の復興を目指す運動やプロパガンダが活発化しており、大統領が皇帝（ツァーリ）になることを望む人々が都市部で増加している。現代まで在位が続くイスラーム系君主号「スルタン Sultan」は、権威・専制的意味があり、「皇帝 Emperor」とも訳される。「皇帝」（スルタン）の復権を目指す運動は、イスラーム帝国主義（新オスマン帝国主義）と同調している。
日本の天皇は一時期、公文書等で「皇帝」と「天皇」の称号が併用されていたが、1936年（昭和11年）には「天皇」に統一された（現代英語での「天皇」は“emperor”、“Emperor of Japan”、“tenno”等）。

## 概要
「王の中の王」としての皇帝は、王権の範囲が共同体や部族、氏族連合を越える帝国と結びついており、国際関係を帝国の秩序に組み込む観念と不可分と言える。「帝国主義」という言葉の語源は「皇帝国家（インペリウム imperium）」であり、中西治の学術論文によれば、インペリアリズム（帝国主義）は19世紀末頃まで「プラスのシンボル」だった。インペリアリズムの日本語訳は国家や訳者によって政治的に異なり、「帝国主義」・「帝政」・「帝制」・「皇帝制」・「皇帝制度」などと訳されている。"imperialist"は「帝国主義者」・「皇帝支持者」・「帝政主義者」など。
「王」に対して皇帝は、いくつもの異民族を包括する普遍的な国家の首長である。皇帝は本来、一つの部族・民族の首長としての王より上位の、普遍的支配者と考えられた。ただし、漢字の「王」や英語の“king”（キング）が帝王・皇帝を指すこともあり、特に先頭の“k”が大文字である“the King”（ザ・キング）は、唯一神（God）・王の中の王・皇帝なども指す。例えば「ザ・キング・オブ・イングランド」（the King of England）は、「英国皇帝」とも訳される。
ヨーロッパにおける皇帝の概念は、その語源が古代ローマの元首の称号「インペラトル」（imperator）および「カエサル」（caesar）であるように、古代ローマ帝国の元首政治との結びつきによって生まれた。中国では秦の始皇帝から、歴朝の天子の尊号として用いられた。始皇帝の創始した「皇帝」は東アジアの他地域に拡大・継承され、日本の天皇も、こうした概念拡大の系統に属する。日本の天皇号は、中国を統一した隋王朝の国際秩序の中で、朝鮮半島の三国との国際関係から自らを「大国」と位置づけることによって成立したとされる。
女性の皇帝を「女皇」や「女帝」と言う。「女帝」は女性の皇帝・帝王・天皇、女王などの君主を指す。皇帝、天皇の配偶者は「皇后」、「皇妃」。
なお「諸王の王」（king of kings）や皇帝（emperor）は、唯一神（ヤハウェ・イエス＝キリスト・アッラーフ）をも意味し、一神教で唯一神は皇帝、「唯一の皇帝 (sole emperor)」、「真の皇帝 (true emperor)」等と見なされている。
皇帝の称号は皇帝権から派生して、その模倣や僭称としても使用されるようになった。

## 東アジアの皇帝

### 中国の皇帝

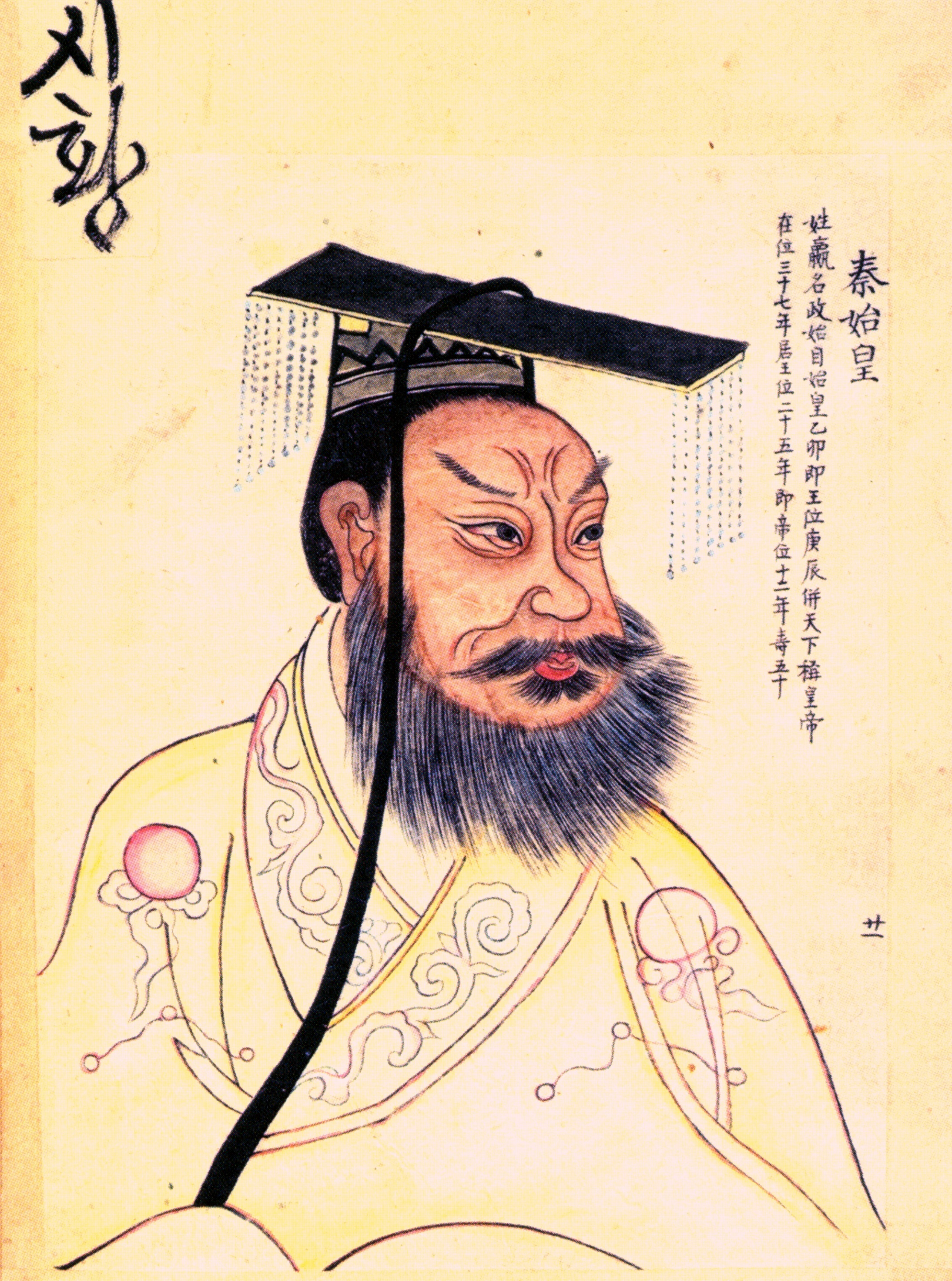
はじめて「皇帝」を名乗った始皇帝

東アジアにおいて「皇帝」号を最初に使用したのは、中華圏における国家である秦であり、その後も20世紀に至るまで多くの王朝の君主が皇帝を称した。皇帝は中華の歴史・思想と密接に関係している。

#### 「皇」と「帝」と「王」
中国の伝説で最初に中国（したがって天下）を支配したのは、三皇であるとされている。なお、「皇」という漢字は、たいまつを象ると思われる部分と発音を示す「王」の部分とから構成され、もともと「輝く」「明るい」を意味する単語を表記したと考えられている。『説文解字』では「自」（はじめ）と「王」とからなると解釈されているが、これは後世の変化を経た字形に基づく誤った分析で、甲骨文や金文の形を見ればわかるように「自」とは関係がない。この文字を皇帝の「皇」に用いるのは仮借による。
その次に続くとされたのが、堯・舜などを含む五帝であるとされている。三皇と五帝は神格化された存在であると同時に、現世の支配者であると考えられていた。殷の甲骨文字では、「帝」は「父乙帝」や「帝丁」などのように直系の先王（を神格化したもの）の尊称として用いられており、中国語の「帝」は語源的には「嫡」の派生語であると考えられる。なお、「帝」という漢字の形の由来については、花のがく（蒂）を象ったものであるとか、禘祭に用いる薪を象ったものであるといった説があるが、いずれも不確かであり定説はない。
五帝のあとに続くのが「王」が支配する夏・殷・周の王朝であった。
周王は地上世界（すなわち天下）を治めるべく天命を受けた天子とされた。周の封建制の下で諸侯は領地（国）を治め、最高位の爵位は「公」が与えられた。しかし、周王朝が衰えると、南方の楚が、自国の君主の称号として「王」を使うようになり、戦国時代に入ると、他のかつて周王朝に従っていた諸侯も「王」の称号を使うようになったとされる。しかし金文史料では西周時代から夨王・豊王・豳王など、周王以外にも王を称する存在があったことが確認されている。
紀元前323年には周王が天子であると宣言され、他の王に優越する存在であると確認され、実質的な最有力者であった斉の威王は「覇王」を称した。紀元前288年には秦の昭襄王が斉の湣王に対し、他の王を従えていることから互いに「帝」と称するよう呼びかけ、一時的に「帝」が使用されることもあった。

#### 「皇帝」の登場
紀元前221年、秦が中国の統一王朝となり、王であった嬴政は重臣らに「其れ帝号を議せ」と命じた。王を超える帝号は、当時の法家の間では広く求められており、『韓非子』では「五帝を越え三皇に等しい」存在の出現が待ち望まれており、丞相李斯は韓非と同門であり、嬴政も韓非の著作に傾倒した時期がある。重臣らは秦王の業績がかつての五帝をも上回る存在であるとして三皇に並ぶ存在としての「泰皇」の称号を提案した。しかしこれは受け入れられず、嬴政は「泰」の字を取って「帝」の字をつける「皇帝」という称号を自ら考案した。浅野裕一は嬴政の意図が「帝」の中の筆頭的な存在としての帝王号であったのに対し、重臣が「皇」扱いしたことを引き戻すためであったとしている。こうして「皇帝」の称号を名乗った嬴政は、最初の皇帝として『始皇帝』の名で呼ばれる。
秦において「皇帝」が五帝を超える存在であるとされたことには、五帝や王たちが封建制を廃せなかったのに対し、秦では郡県制を敷くことができたからとされている。
「朕」という言葉はもともと広く自称の言葉として使われていたが、始皇帝は「朕」を皇帝専用の自称とした。他にも「制」・「詔」などの皇帝専用語も策定した。

#### 皇帝の定着
始皇帝は自身から始めて二世皇帝、三世皇帝と続かせる意図であったが、反乱が相次いだため、秦の皇帝は2代15年で終わった。始皇帝から数えて3代目の嬴子嬰は、始皇帝死後の反乱によって中国全土を支配することができなかったため、単に「王」と称した。秦末・楚漢戦争期の群雄の多くは各地で「王」を称した。戦国時代の楚王の末裔である懐王は、諸王の盟主として扱われ、秦の滅亡後は「義帝」と呼ばれた。一方で最大の実力者であった項羽は「西楚の覇王」を称したとされる。
紀元前202年、楚漢戦争で項羽を倒した漢王劉邦は、配下の諸王から「皇帝」を称するよう献言された。劉邦は「帝は賢者の称号である」として再三辞退する動きを見せた後、漢の「皇帝」に即位した。ただし漢においては諸侯王を各地に封じる封建制が採用され、五帝を超える存在としての皇帝号としては扱われなかった。浅野裕一は、漢の皇帝が三皇五帝を始めとする帝王を超越した存在ではなく、継承者として扱われていたとしている。さらに劉邦は、一族や功臣を「王」として各地に封じた。これにより、皇帝が王を封じるという図式が成立した。また、「帝」は「皇帝」の略として広く使われるようになった。以後、歴代の中国の支配者は「皇帝」を名乗るようになった。
戦国時代中期以降から天の代理人である「天子」は諸侯を率いる存在であるとされ、秦時代には余り用いられなかったが漢代に至って盛んに使用されるようになった。文帝は天人相関説を強調することで、皇帝が天からの代理人であり、「天子」であることを強調した。中華思想においては近代的な国境という概念はなく、周辺諸国の君主も「天子」である皇帝に従うべき存在であるとされた。周辺諸国との交流は、周辺諸国の君主が皇帝の徳を慕って使節を送り、皇帝がそれを認めてその君主を王として冊封するという形をとった。したがって皇帝の支配する国という意味での「帝国」という概念は存在しなかった。
唐代には、高宗が皇后武則天の影響で「天皇大帝」という別称を採用した時期もあったが、皇帝号は最後の王朝である清まで使用され続けた。

#### 皇帝の並立
三国時代、中原を支配した魏のみならず、呉・蜀の君主もそれぞれ皇帝を称し、五胡十六国時代や五代十国時代など中央の王朝の力が弱まった時代には、周辺の勢力の君主も皇帝を名乗るようになった。南北朝時代には2人以上の皇帝が同時に存在した。
軍事力に劣った北宋の皇帝は、北の異民族王朝である遼・金の君主を皇帝と認めた上で自らを格上（叔父と甥の関係、兄と弟の関係などと表現された）に位置付け、辛うじて面子を保たざるを得ず、中国君主が地上の唯一の皇帝であるという東アジアにおける理念を自ら覆した。金と南宋に至っては、南宋の皇帝のほうが格下という位置付けになってしまった。

### 日本の皇帝
日本においては、古代からの君主であった天皇と、外国の君主に対する称号として皇帝が用いられた。

#### 日本における皇帝号の使用史

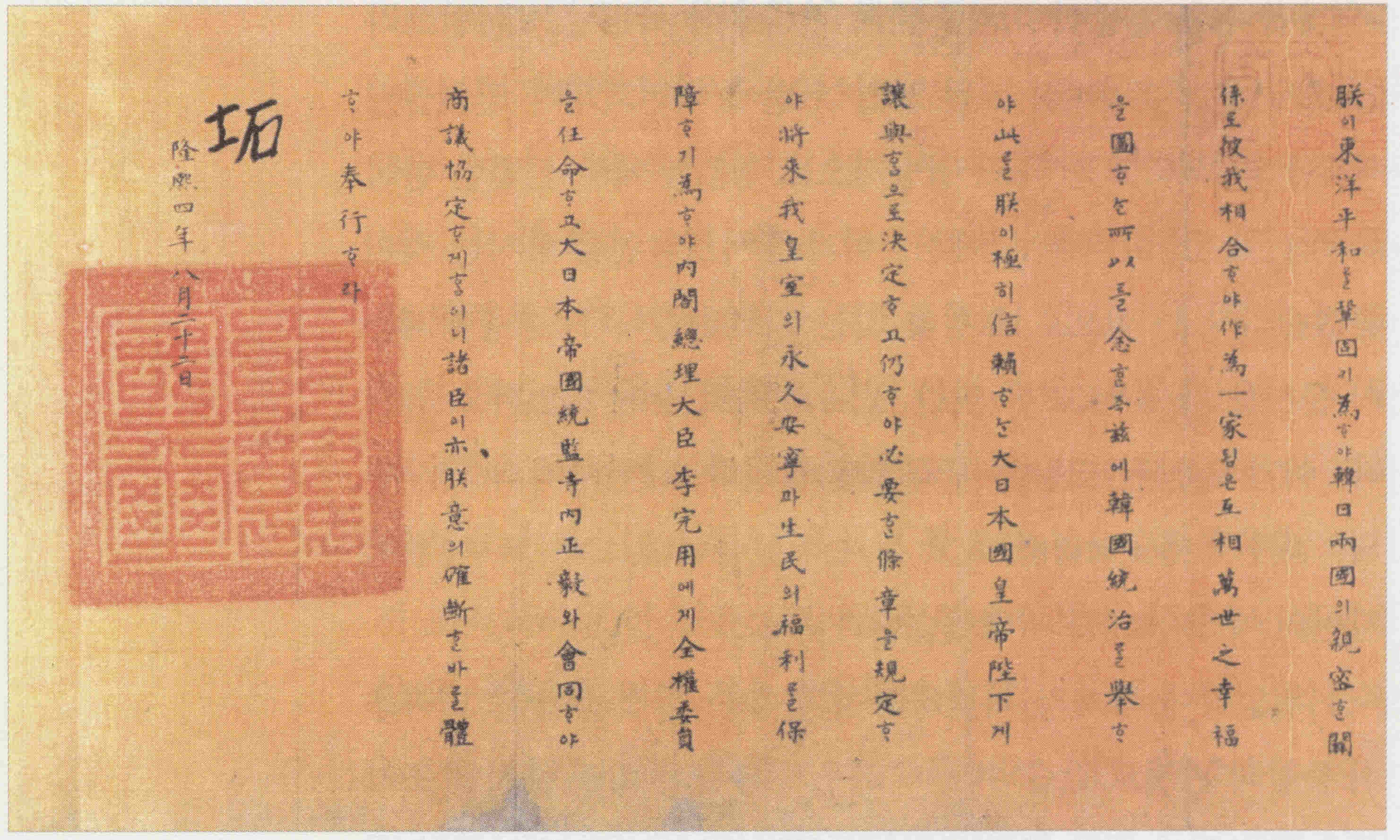
「韓国併合ニ関スル条約」に関する李完用への全権委任状。文中に「大日本國皇帝陛下」と書かれている。

古代の日本は、「天皇」号を和名の君主号「すめらみこと」に当てた。歴史学者の間では、「天皇」という称号の出現は7世紀後半の天武天皇の時代からであり、道教などの文献から採用したという説が通説であるが、5世紀頃から「天王」号を用いており、「王」を「皇」と漢字を改めたという説もある。
701年の大宝律令の儀制令と公式令において、「天子」および「天皇」の称号とともに、「華夷」に対する称号として「皇帝」という称号も規定されている。「華夷」の意味については、「内国および諸外国」と解する説と「中国その他の諸外国」と解する説が対立していた。実際、律令を制定した文武天皇期に新羅国王に対して出された国書で「天皇」号が使用された事例がある。また『古事記』や『日本書紀』においては天皇の命令である「みことのり」に「詔」や「勅」の漢字があてられているが、これは中国において皇帝のものにしかあてられない漢字である。また自称として「朕」を用い、正妻の称号は「皇后」であるなど、中国皇帝と同じ用語を用いた。
天皇（すめらみこと）と異なる用法での尊号としては、758年に淳仁天皇が即位した際、譲位した孝謙天皇に「宝字称徳孝謙皇帝」、孝謙の父聖武天皇に「勝宝感神聖武皇帝」の尊号が贈られている。また、翌年には淳仁天皇の父である舎人親王が「崇道尽敬皇帝」と追号されている。「文武天皇（もんむてんのう）」といった今日使われている漢風諡号は、聖武および孝謙（称徳）を除き8世紀後半に淡海三船が撰んだことに始まるため、その直後に完成した『続日本紀』では原則として巻名に天皇の和風諡号が用いられているが、孝謙天皇のみ巻第十八から巻第二十まで「宝字称徳孝謙皇帝」の漢風尊号で記載されている点で特異である。なお、重祚した巻第二十六から巻第三十では巻名に「高野天皇（たかののすめらみこと）」の和風の号が用いられている（重祚後の漢風諡号は称徳天皇）。
近世以降の西洋においては、日本に関する最大の情報源であるエンゲルベルト・ケンペル著の『日本誌』において、徳川将軍は「世俗的皇帝」、天皇は「聖職的皇帝」（教皇のようなもの）と記述され、両者は共に皇帝と見なされていた。その一年前に出版された『ガリバー旅行記』においても、主人公のガリバーが「江戸で日本の皇帝と謁見した」と記載されている。
安政3年（1854年）の日米和親条約では条約を締結する日本の代表、すなわち徳川将軍を指す言葉として「the August Sovereign of Japan」としている。これは大清帝国皇帝を指す「the August Sovereign of Ta-Tsing Empire」と同じ用法であり、アメリカ側は将軍を中華皇帝と同様のものと認識していた。しかし日本の政治体制が知られるようになった安政5年（1858年）以降、徳川将軍が称していた外交上の称号「日本国大君」から「タイクン（Tycoon）」と表記するようになった。一方で天皇は「ミカド（Mikado）」「ダイリ（Dairi）」、「テンノー（Tenno）」などと表記されていた。
慶応4年1月15日（1868年）、新政府が外交権を掌握すると、兵庫港で各国外交団に「天皇」号を用いるよう伝達し、外交団もこれに従った。しかし外国君主に対する「国王」号の使用が、外交団から反発を受け、「皇帝」号を使用するよう要求された。日本は「皇帝」は中国（清）の号であるから穏当ではないとし、各国言語での呼び方をそのままカタカナで表記する方針を提案したが、各国外交団はあくまで「皇帝」の使用を求めた。このままでは国家対等の原則から外国君主に対しても「天皇」号を用いなければならない事態に陥る可能性もあった。結局明治3年（1870年）8月の「外交書法」の制定で、日本の天皇は「日本国大天皇」とし、諸外国の君主は「大皇帝」と表記するよう定められた。
明治7年（1874年）7月25日の太政官達第98号でこの方針は確認され、条約締結を行った君主国の君主は全て（国名は「○○王国」であっても）「皇帝」と呼称することが法制化された。ただし実際にはこの措置は王国に限られ、ルクセンブルク大公、モンテネグロ公、ブルガリア公、モナコ公等、公国の君主に対しては「大公」もしくは「公」と呼称されている。
ただし李氏朝鮮との関係では、朝鮮を「自主ノ邦」としながらも、冊封関係を否定することを恐れていた朝鮮側を考慮し、「君主」や「国王」の称号を用いながらも、「陛下」や「勅」など皇帝と同様の用語を使用していた。日清戦争後、朝鮮が国号を大韓と改め、皇帝を称するようになると「皇帝」の称号が正式に使われるようになった。
しかし明治4年に清と締結された「日清修好条規」では両国の君主称号は表記されていない。これは清側が天皇号を皇帝すら尊崇する三皇五帝の一つ「天皇氏」と同一のものであるから、君主号とは認められないと難色を示したためであった。明治6年1月（1873年）頃から次第に外交文書で「皇帝」の使用が一般化するようになったが、これは対中国外交で「天皇」号を用いていないことが、再び称号に関する議論を呼び起こすことを当時の政権が懸念したためと推測されている。この時期以降、外国からの条約文などでも「Mikado」や「Tenno」の使用は減少し、「Emperor」が使用されていくようになった。
これ以降、天皇号の他に皇帝号の使用も行われ、民選の私擬憲法や元老院の「日本国憲按」などでも皇帝号が君主号として採用されている。また陸軍法の参軍官制や師団司令部条例でも皇帝号を用いている。政府部内でも統一した見解はなかったが、明治22年（1889年）の皇室典範制定時に伊藤博文の裁定で「天皇」号に統一すると決まり、大日本帝国憲法でも踏襲されている。伊藤は外交上でも天皇号を用いるべきと主張したが、同年5月に枢密院書記官長の井上毅が外務省に対して下した見解では、「大宝令」を根拠として外交上に「皇帝」号を用いるのは古来からの伝統であるとしている。井上は議長の指揮を受けて回答したとしているが、この当時の枢密院議長は伊藤である。この方針は広く知られなかったらしく、後に陸軍も同内容の問い合わせを行っている。
大正10年4月11日の大正十年勅令第三十八号で外国君主を皇帝と記載する太政官達は廃止されたが、以降の条約等でも国王や天皇に対して皇帝の称が使用されている。
国内使用では殆どの場合が「天皇」号が用いられたが、「日露戦争宣戦詔勅」など一部の詔書・法律で皇帝号の使用が行われた。大正期までは特に大きな問題とはならなかったが、昭和期になると国体明徴運動が活発となり、昭和8年（1933年）には外交上も「天皇」号を用いるべきとの議論が起きた。外務省は条約の邦訳に対してのみ「天皇」号を用いるが、特に発表はしないことで解決しようとしたが、宮内省内の機関紙の記事が新聞社に漏れ、昭和11年（1936年）4月19日に大きく発表を行わざるを得なくなった。ただし、外国語においては従来どおりとされた。

### その他の東アジアの皇帝
朝鮮の高麗朝の草創期やベトナムの阮朝のように、中国王朝と冊封関係にあり、中国王朝に対しては王を称しながら、国内に向けては密かに皇帝を称することもあった。五胡十六国時代など中国の統一王朝が存在しないかまたは弱体である時期には、契丹などの異民族国家において独自に皇帝を称することもあった。中国北部のモンゴル帝国（大元ウルス）ではクビライ以降「カアン（ハーン）」の称号が皇帝の称号とされた。クビライや帝国の開祖チンギス・カンは、漢文の諡号でも皇帝と称されている。カアンの地位はチンギス・カンの子孫によって継承され、1635年にエジェイが後金（清）に降伏するまで続いた。
近代に冊封体制が崩壊すると、君主制をとっていたアジア諸国でも皇帝を称する動きがあった。日本と清との間で下関条約が締結された後の1897年、朝鮮国（李氏朝鮮）が、清の冊封体制から離脱したことを明らかにするために、王を皇帝に改め、国号を大韓帝国（1897年 - 1910年）とした。日本が中国東北部に建設した満洲国においては、清の最後の皇帝であった愛新覚羅溥儀が皇帝となった。また天津条約によってフランス領インドシナの支配を受けるようになった阮朝は、第二次世界大戦末期にベトナム帝国を宣言し、バオ・ダイが皇帝を称した。

## ヨーロッパの皇帝
ナポレオン・ボナパルトが、1804年に国民投票によってフランス皇帝となるまで、長きにわたってヨーロッパにおける皇帝の称号は（若干の例外を除いて）「ローマ皇帝の後継者」としての称号であった。ヨーロッパ諸国で皇帝を意味する単語は、ローマ帝国の支配者の称号が起源である。

### ローマ帝国

#### 元首政

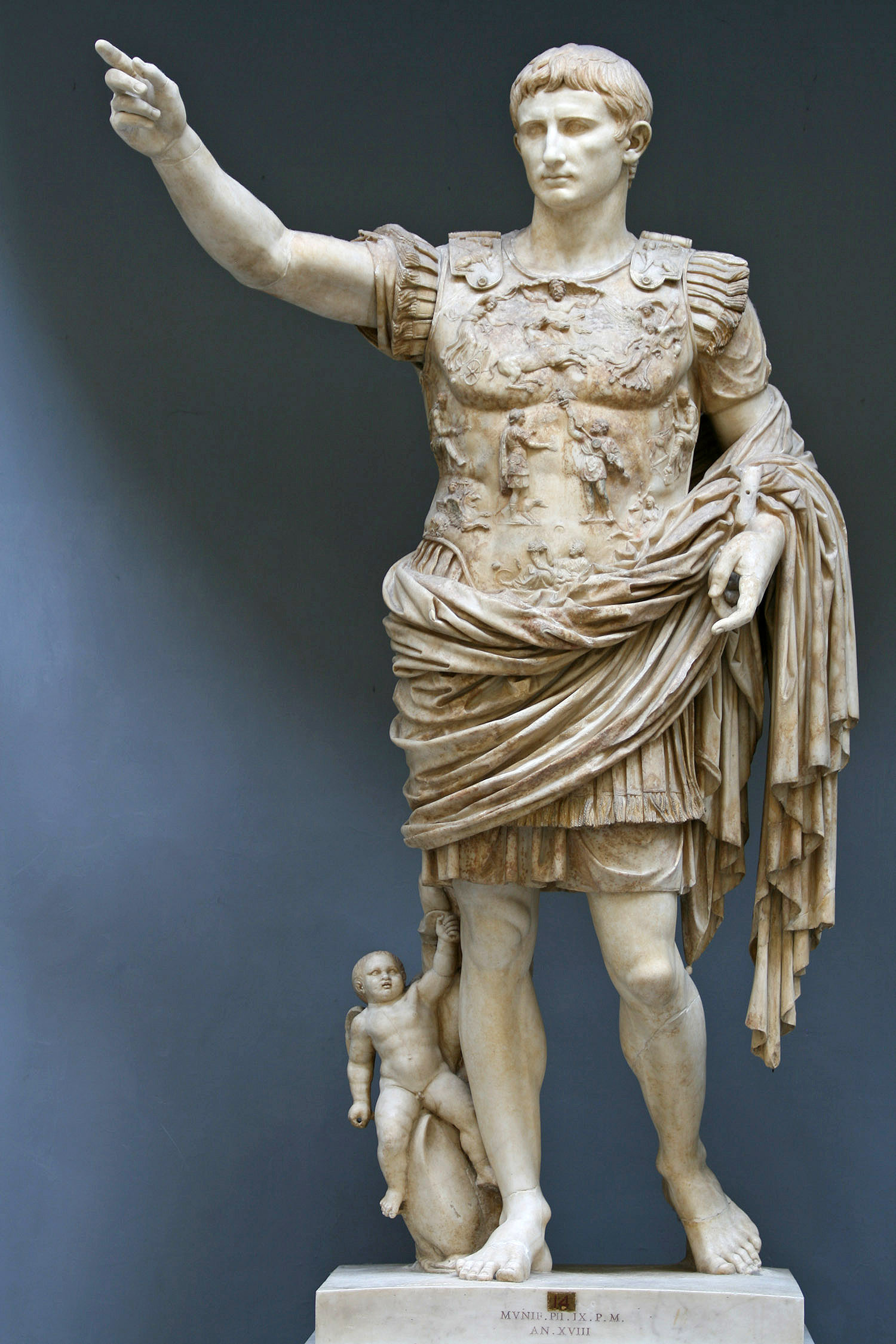
初代ローマ皇帝アウグストゥス（オクタウィアヌス）

帝政ローマの最高支配者となったガイウス・ユリウス・カエサル・オクタウィアヌス（アウグストゥス）は、後世において最初の「ローマ皇帝」とされる。しかし、彼は建前としての共和政を遵守する立場であり、大きな権威と権力を手中にしながら、共和政下のローマでは伝統的にネガティブなイメージを帯びていた「王」の称号を採用せず、代わりに共和政時代から存在する官職や権限を一身に兼ねるという形をとっている。そのため、ローマ帝権は多数の称号を身に帯びることになった。中でも特に重要な称号が「インペラートル」「カエサル」「アウグストゥス」の3つである。
インペラートル（imperator）は、英語の「エンペラー」（emperor）やフランス語の「アンプルール」（empereur）、トルコ語の「インパラトール」（imparator）の語源であり、皇帝と訳される称号のように認識されているが、そのまま当てはめることはできない。インペラートルの語源であるインペリウム（imperium）は「命令権」や「支配」を意味し、王政期には王権の一部だったが、共和政期には軍指揮権を意味した。インペラートルはこの語に由来し、「命令者」を意味する。そのため将軍を指す称号のひとつとなり、凱旋式に際しては兵士たちが将軍に呼びかける際の尊称として用いられた。したがって共和政期にはインペラートルが同時に複数存在することもあった。共和政後期になると意味が広がり、ローマの支配権や支配領域を指してインペリウムというようにもなった。このように、ローマのインペラートルとインペリウムは必ずしも君主制を前提としてはおらず、語源は同じでも「帝国の支配者＝皇帝」に対して用いることを予定したものでもなかった。この特徴はローマ滅亡後の後代にも引き継がれ、皇帝のいない国を「帝国」と呼ぶ用法などが生まれることとなった。
カエサル（caesar）もまた皇帝の称号のひとつであり、ドイツやロシアなどで用いられた称号（カイザー、ツァーリ）の語源である。カエサルは、本来ユリウス氏族に属するカエサル家の家族名である。ここの出身であるガイウス・ユリウス・カエサルが終身独裁官となり、その養子となりカエサル家を継いだオクタウィアヌス（アウグストゥス）によって帝政が開かれたことから、皇帝を表す名のひとつとなった。後のディオクレティアヌス帝の時代には「副帝」を意味する称号となり、正規の君主号となった。
アウグストゥス（augustus）は「尊厳者」を意味し、元はオクタウィアヌスに贈られた添え名である。権威的には重要な称号だが、命令権や血統とは直接関係ないものだった。しかしながらオクタウィアヌスがこの名を贈られた紀元前27年1月16日が歴史的に帝政開始の日とされること、以後すべての後継者が帯びる称号となったこと、インペラートルやカエサルと異なりローマ皇帝以外に保持者のいない称号であること、ディオクレティアヌス帝の時代には正規の皇帝号になったことなどから、ローマ皇帝を指す最も重要な称号として認識されている。また、単にアウグストゥスといえば前述の初代ローマ皇帝アウグストゥスを指す。
またローマの皇帝崇拝や帝国主義は当初、キリスト教や王の中の王（唯一神）への信仰に対立していたが、313年の寛容令（ミラノ勅令）などを通して皇帝側とキリスト教側は深く結びついていった。

#### 専制君主制
ローマ皇帝ディオクレティアヌスは、293年に広大な領土を東西に分け、2人の正帝と2人の副帝が共同で統治する四分治制（テトラルキア）を導入した。ここで「アウグストゥス」が正帝、「カエサル」が副帝の称号となった。以後、東西の帝国が統合したり分裂したりを繰り返し、395年に皇帝テオドシウス1世が没すると、テオドシウスの長男アルカディウスが帝国の東の正帝に、次男ホノリウスが帝国の西の正帝になった。
東西のローマ帝国における皇帝については以下で述べる。

### 東ローマ帝国

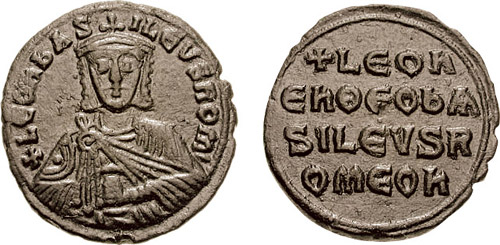
皇帝レオーン6世（在位：886年 - 912年）の銅貨。裏面には"+LEOn En ΘEO bASILEVS ROMEOn"（レオーン、神に（忠実なる）ローマ人のバシレウス）と書かれている。

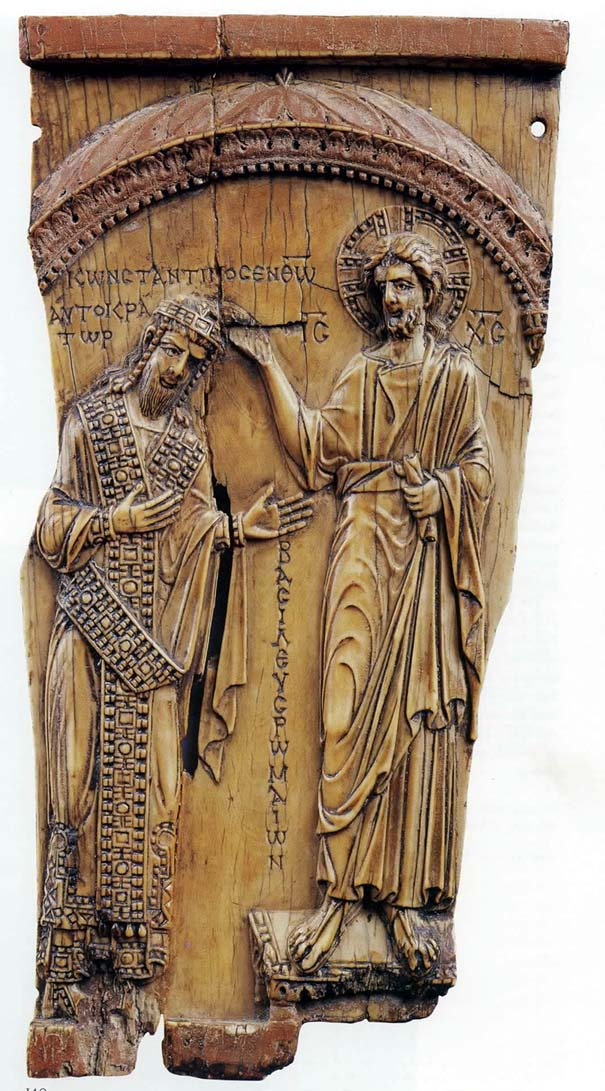
キリストに加冠される皇帝コンスタンティノス7世（在位：913年 - 920年、944年 - 959年）の象牙浮彫（10世紀 プーシキン美術館蔵）。コンスタンティノスの上にギリシア語で「コンスタンティノス、神に（祝福された）アウトクラトール」、キリストとコンスタンティノスの間に「ローマ人のバシレウス」と書かれている

東ローマ帝国（ビザンツ帝国、ビザンティン帝国）では「皇帝」の称号は、王朝の交代はあったものの、1453年に東ローマ帝国が滅びるまで代々受け継がれた。東ローマ帝国では、7世紀以降公用語がラテン語からギリシア語となった。「皇帝」を表す称号としては、元はアケメネス朝・サーサーン朝のシャーを指したギリシア語である「バシレウス（希: Βασιλεύς）」（バシレイオスと表記することもある。古典ギリシア語読み。中世ギリシア語の読み方ではヴァシレフス。なお古代ギリシャ時代には単なる「王」を示す単語だった）が用いられた（それまではラテン語の「インペラトル」「カエサル」「アウグストゥス」が引き続き使われていた）。
これは、7世紀の皇帝ヘラクレイオスが628年にサーサーン朝ペルシャ帝国を降して首都コンスタンティノポリスへ凱旋した時に「キリスト教徒のバシレウス」と名乗ったことによる。この「バシレウス＝シャー」には、「諸王の王」（ペルシャ語の「シャーハーン・シャー」、ギリシア語の「バシレウス・バシレオーン」）という意味を含んでおり、ローマ帝国の皇帝であると同時に「諸王の王」である、という宣言であった。これによって東ローマ帝国の皇帝は、古代のローマ皇帝とは異なって「君主」としての意味が強くなり、このことは西欧の皇帝にも大きな影響を与えた。またキリスト教化の進行によって、皇帝は「神の代理人」という位置付けがされ、宗教的にも大きな権威を持つ存在となった。
ただし一方で、帝位の正統性は「元老院・軍隊・市民の推戴」によって示される、という古代ローマ以来の原理も残され（例えば皇帝の即位式の際は、「軍隊が、民衆が、元老院が帝位に就けと要求しているのだ」、という歓呼がされた）、帝位は必ずしも世襲されるとは限らなかった。この辺りに東西の文明が融合した東ローマ帝国の特徴を見ることが出来よう。
他に皇帝の称号としては「アウトクラトール（希: αὐτοκράτωρ 」（単独の支配者、専制君主を意味するギリシア語。既に6世紀からインペラートルに相当する称号として、ギリシア語版の勅令で使われていた）、「セバストス(希: σεβαστός ）」（尊厳なるもの。ラテン語のアウグストゥスに相当）などが用いられた。
西ローマ帝国が滅亡した際、ゲルマン人傭兵隊長オドアケルが西ローマ皇帝位を東ローマ皇帝ゼノンに返還していたため、西ローマ帝国の滅亡後は名目上、東ローマ皇帝がローマ帝国全土の皇帝であった。こうした経緯もあってか、一時はイタリアやイベリア半島の一部にまで及んだ東ローマ帝国の勢力が後退した後も、唯一の正統なローマ皇帝として単に「ローマ人の皇帝（ローマ皇帝）」と名乗り、「東ローマ皇帝」という呼び方は使われなかった。
また、後にフランク王カールやブルガリア王シメオン、ドイツ（神聖ローマ帝国）の王たちが「ローマ皇帝」を名乗った際は、東ローマ皇帝は彼らを「皇帝」としては認めるが「ローマ人の皇帝（ローマ皇帝）」としては認めない立場をとり、あくまでも自分だけが唯一のローマ皇帝であると主張した。
この他にも東ローマ帝国を一時滅ぼした第4回十字軍が建国したラテン帝国や、それによって亡命した東ローマの皇族達が建てたニカイア帝国・エピロス専制侯国・トレビゾンド帝国の君主も、東ローマの正統な後継者であることを示すために「皇帝」を称した（エピロスは一時期のみ）。
亡命政権ニカイア帝国は1261年にラテン帝国を滅ぼし、ミカエル8世パレオロゴスがコンスタンティノポリスにおいて改めて皇帝に即位し、東ローマ帝国の復活を果たした。東ローマにおける皇帝権はこの後も継承されたが、国威はふるわず、15世紀には帝国は首都コンスタンティノポリスとわずかな属領だけに押し込められてしまった。1453年、オスマン帝国によってコンスタンティノポリスは攻略され、最後の皇帝コンスタンティノス11世パレオロゴスは戦死、ここに、アウグストゥス以来約1500年にわたって受け継がれてきた「ローマ皇帝」の正統は消滅した（オスマン皇帝の中には、ローマ皇帝の継承者であるとして「ルーム・カイセリ」（ローマ皇帝）を名乗った者もいるが、一時的なものに終わった）。

### 中世以後の西ヨーロッパ

#### カール大帝の「西ローマ帝国」
476年に西ローマ帝国が滅びた後の西ヨーロッパに対しては、前述のように東ローマ帝国の首都コンスタンティノポリスにいる皇帝が全ローマ帝国の皇帝として宗主権を主張し、6世紀の東ローマ皇帝ユスティニアヌス1世の時代には、イタリアやイベリア半島の一部を東ローマ帝国が征服した。
このため、西ヨーロッパ諸国やローマ教皇は、コンスタンティノポリスにいる皇帝の宗主権を認め、その臣下とならざるを得なかった（ヨーロッパにおいて、王が皇帝よりも格下であるという認識は、この時に生まれた）。ゲルマン人に布教を進めてローマ教会の勢力を拡大し、「大教皇」と呼ばれた6世紀末のグレゴリウス1世でさえも、それは同じであった。実際、7世紀の教皇マルティヌス1世のように、教義をめぐって対立した東ローマ皇帝コンスタンス2世によって逮捕され、流刑に処せられた者もいたほどであった。
しかし7世紀以降、東ローマ帝国はイスラム帝国やブルガリア帝国などの攻撃を受けて弱体化したためにイタリアでの覇権を維持できず、またローマ教会とは聖像破壊論争などの教義の問題や、教会の首位をめぐるローマとコンスタンティノポリスの争いなどで対立を深めるようになった。このためローマ教会は、東ローマ帝国に代わる新たな後ろ盾を必要とするようになった。
797年、東ローマ帝国で皇帝コンスタンティノス6世の母エイレーネーがコンスタンティノスを廃位し、自ら女帝として即位するという事件が起きた。これを機に、ローマ教皇レオ3世は「コンスタンティノスの廃位によって正統なローマ皇帝は絶えた」として、800年に国力の伸張著しいフランク王国の国王カールに「ローマ帝国を統治する皇帝」の称号を与えた。これがカール大帝である。ただし、カールは自分の皇帝位に満足せず（それまで、教皇から皇帝位が与えられるという前例はなかった）、東ローマ帝国に自分の皇帝位を承認してもらうための運動を粘り強く行った（5世紀の西ローマ帝国滅亡以前は、東西の皇帝は即位の際に互いに承認し合っていた）。その結果、812年になって、東ローマはカールを皇帝（ただし、「ローマ人の皇帝（ローマ皇帝）」ではない）として承認した。
以後、西ヨーロッパの皇帝は西ローマ皇帝の後継者、キリスト教の守護者の意味を持つようになる。また、本来ローマ皇帝は「元老院・市民・軍隊」によって選ばれるものだったのだが（東ローマ帝国では最後までその建前が守られた）、カール大帝の戴冠の経緯は、ローマ教皇が皇帝の任命権を主張する根拠ともなった。

#### 神聖ローマ帝国
カール大帝以降のフランク王による帝位の継承は1世紀余りで途絶えてしまっていたが、962年に東フランク王オットー1世は、ローマ教皇ヨハネス12世から皇帝の冠と称号を受けた。ここに復活した帝国は、大空位時代を経ていわゆる神聖ローマ帝国となる（なお、実際の称号は「皇帝」や「尊厳なる皇帝」などであって、「神聖ローマ皇帝」と称したことはない）。以後、皇帝の称号を帯びるためにはローマ教皇の承認を得なければならず、それまでの帝国君主はローマ王を名乗った。時代が進むにつれ帝国は諸侯の緩い連合体に変化し、皇帝の権力も弱まっていった。
1356年にカール4世は金印勅書を発布し、選帝侯がローマ王、ひいては皇帝を選出するようになり、ローマ教皇の干渉を受けなくなるようになった。1438年にハプスブルク家のアルブレヒト2世が選出されてからは、女性当主のマリア・テレジアの例外を除いてハプスブルク家が皇帝位を独占するようになり、皇帝は帝国の最有力諸侯であるオーストリア大公のハプスブルク家が帯びる名誉称号に近いものになった。特に三十年戦争以後は、各諸侯領はほとんど独立国家同然となり、皇帝とは名ばかりの存在になっていった。この頃には「ドイツ人の帝国」もしくは単に「帝国」と名乗ることも多かった。皇帝も、ローマ皇帝ではなくドイツ皇帝と称するようになる。1806年、フランツ2世が帝国の解散を宣言して、神聖ローマ帝国は名実共に滅びた。

#### フランス皇帝ナポレオンと「ローマ皇帝」の消滅

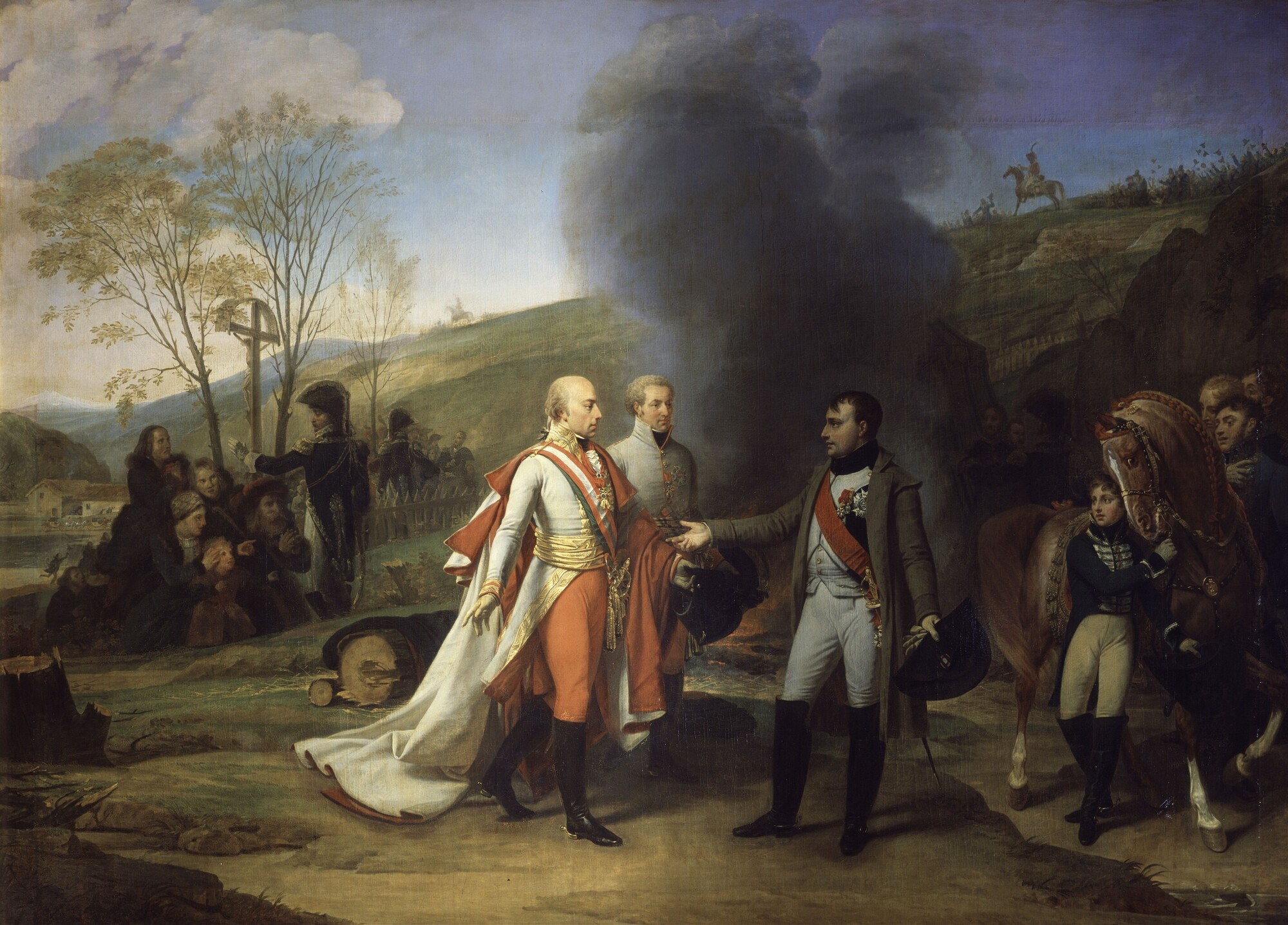
アウステルリッツの三帝会戦ではフランス皇帝、オーストリア皇帝、ロシア皇帝と3人も「皇帝」が一堂に会した。もはやカール大帝以来の「全キリスト教世界の守護者」「（西）ローマ皇帝の後継者」としての皇帝の意味はほとんどなくなった。

フランスでは、フランス革命によって共和政が成立した後、1804年にナポレオン・ボナパルトが議会の議決と国民投票によって、「フランス人の皇帝ナポレオン1世」となった。「皇帝」号の採用は、革命によって廃された「国王」号の忌避の他に、古代ローマの皇帝が共和政下の市民によって推戴された点を踏まえたものといえる。このときに「西ローマ帝国の継承国家は神聖ローマ帝国である必要もなく、皇帝がドイツ人である必要性もないという当然の事実」が明らかになり、神聖ローマ帝国を支える帝国議会に代わりライン同盟が結成された。ナポレオンの皇帝即位を神聖ローマ皇帝フランツ2世は承認し、さらに自らは神聖ローマ皇帝位から退位し、神聖ローマ帝国を解散し、「オーストリア皇帝フランツ1世」を名乗った。ナポレオンはオーストリア皇帝を承認した。これはハプスブルク家が名乗る神聖ローマ皇帝位が単なる名誉称号と化していた事実の反映であるとともに、ハプスブルク家がハンガリーなど神聖ローマ帝国の領域外に支配領域を広げ、強固な「ハプスブルク帝国」を築き上げていた事実の反映でもあった。
ナポレオンのフランス皇帝即位とフランツ1世のオーストリア皇帝即位により、ヨーロッパに複数同時に存在することが受け入れられたことで、カール大帝以来の「全キリスト教世界の守護者」「ローマ皇帝の後継者」としての皇帝の意味はほとんどなくなった。これにより、西ヨーロッパの伝統的な理念に基づく皇帝は消滅し、ナポレオンが没落した後も蘇ることはなかった。これと前後して、西欧からは単なるロシアの大公とみなされていたロシア皇帝も、西欧諸国からも正式に皇帝とみなされるようになったが、「東ローマ帝国の後継者」という元来の意味は忘れ去られた（ロシアの君主が皇帝を名乗る経緯は後述）。

#### 19世紀の皇帝と西ヨーロッパ的皇帝の消滅
19世紀には皇帝ナポレオンにならって、中南米に新興の皇帝が生まれた。ハイチでは1804年の独立時にジャン＝ジャック・デサリーヌが、1849年にはフォースティン＝エリ・スールークがそれぞれハイチ皇帝に即位し、特にスールークはクーデターで打倒されるまで「フォースティン1世」として圧政を敷いた。メキシコではアグスティン・デ・イトゥルビデが1822年に皇帝に即位したが、翌年に廃位された。1864年にはハプスブルク家のマクシミリアン大公が、メキシコへ干渉したフランス皇帝ナポレオン3世によってメキシコ皇帝マクシミリアン1世に担ぎ上げられたが、在位わずか3年で革命軍によって捕らえられ、処刑された。
ブラジルでは、1831年にポルトガル王ジョアン6世の王太子でブラジル摂政だったペドロが、ポルトガルから独立したブラジル帝国の皇帝ペドロ1世となった。ブラジルの帝政は中南米の他の「帝国」とは異なり半世紀以上にわたり持続したが、1889年、第2代皇帝ペドロ2世の時に革命が起き、共和制になった。
ヨーロッパでは1852年から1870年まで、ナポレオン1世の甥ルイ＝ナポレオン・ボナパルトがフランス皇帝ナポレオン3世を称し、帝政を敷いた（フランス第二帝政）。また1871年には、オーストリアを除くドイツを統一したプロイセン王国の国王ヴィルヘルム1世がドイツ皇帝を兼ね、ドイツ帝国が成立した。
第一次世界大戦の終結と共に、敗戦国であったドイツ帝国・オーストリア＝ハンガリー帝国（オーストリア帝国とハンガリー王国が共通の君主としてオーストリア皇帝＝ハンガリー王を戴き、軍事・外交・財政のみ共通の政府が管掌する体制）では革命が起きて帝政が倒れた。また後述するオスマン帝国やロシア帝国でも、革命によって帝政が崩壊したために、ヨーロッパには皇帝が1人もいなくなり、ローマ帝国以来のヨーロッパにおける皇帝の歴史は幕を閉じた（インド皇帝を兼ねていたイギリス国王は唯一の例外であったが、こちらも1947年のインド独立により有名無実化した）。

### 東ヨーロッパ
この地域の皇帝概念は東ローマ帝国を経由してローマ帝国のそれを受け継いだものである。前述のように東ローマ帝国では皇帝は「バシレウス」（「王」の意）と称し、「カイサル」（ラテン語のカエサルに由来）は副皇帝を示す言葉だったが、東ヨーロッパのスラヴ系の言語では聖書に出てくる賢人や東方の君主などの称号として用いられるとともに、善良な王を指す言葉として「カエサル」由来の「ツァーリ」を用い、東ローマの皇帝をツァーリと呼んでいた。

#### ブルガリア帝国とセルビア帝国
東ローマ帝国以外では、920年にブルガリア王シメオンが東ローマ帝国征服を狙って「ブルガリア人とローマ人の皇帝（ツァーリ）」を称し、以後、第一次ブルガリア帝国（920年 - 1018年）と第二次ブルガリア帝国（1188年 - 1396年）を通じて「皇帝」という称号が使われた。また14世紀のセルビア王国の王ステファン・ウロシュ4世ドゥシャンも東ローマ帝国の征服を企図して、1345年に「セルビア人とローマ人の皇帝」と称し、翌年にはセルビア帝国（1346年 - 1371年）の皇帝として即位した。なお、「ツァーリ」の称号は近代ブルガリア王国においてフェルディナントが復活させたが、これは通例「王」として扱われる。

### ロシア（東ヨーロッパ・ユーラシア）

#### ロシア連邦
デューカ・アレクサンドル・ウラジーミロヴィチの学術論文（2017年）では、現代のロシア系エリートたちの間の皇帝主義的見解とその実践が検証されている。同論文によると、ソビエト連邦崩壊からの「ソビエト後」（ポストソビエト　“постсоветская”）的なロシアでは、1991年～1992年に君主主義者や帝位請求者らが新興エリートたちと交友した。（新興財閥（オリガルヒ）も参照。）　その後、ロマノフ家（キリロヴィチ家）における一部の集団が政権に接近し、政治と経済の再結合（統制経済）、ロマノフ朝の記念日などの帝国的な権威化、ロシア正教会の活発化などが進んだ。2014～2015年では、ウクライナとの紛争とクリミア併合に関して、国民と政治勢力が動員された。2016年では、皇帝制の復活を政府だけでなく一般市民も議論するようになり、君主たちに関するプロパガンダ的な記念碑がロシアの諸都市に置かれるようになった。
マシュー・ブラックバーンの学術論文（2020年）では、皇帝制と反民主主義との関連が研究されている。ブラックバーンは「想像の国家」（“imagined nation”）という観点から、都市部のロシア人が国家や指導者の政治的形態をどう捉えているかを研究した。研究手法は、ロシアの3つの都市における約100件の聞き込み（インタビュー）調査とその分析である。回答者たちの中には、国家が非民主化を通して「より『思いやりがある』上に『効果的』な統治様式」になることを称賛する傾向があった。その「統治様式」には、指導者に最高権力（主権）を委任して物事を解決してもらうという考えが伴っている。ある回答者によると、「ロシア人は彼〔プーチン〕を皇帝として見ている」のであり、ロシア人という本質的な君主主義者らは西側的な民主主義を持てないのだと言う。
ブラックバーンの論文いわくロシアには、想像上の「親プーチン」社会を支えている以下の三本柱があると考えられる。
ここには「内面的なオリエンタリズム」（“internal orientalism”）も関わっている。

#### 前近代ロシア（モスクワ大公国─ロシア帝国）
15世紀に北東ルーシの統一を進めつつあったモスクワ大公国のイヴァン3世は、それまでビザンツ皇帝に対して用いられていた称号「ツァーリ」を自称し始めた。ツァーリとはラテン語のカエサルに由来する。1453年にオスマン帝国によって東ローマ帝国が滅ぼされると、イヴァン3世は東ローマ帝国最後の皇帝コンスタンティノス11世パレオロゴスの姪ソフィア・パレオローグと1472年に結婚し、東ローマ帝国の紋章「双頭の鷲」も使い始め、モスクワが東ローマ帝国の後継者であることを位置付けた。
その後、イヴァン3世の孫イヴァン4世は、1547年にツァーリとしての戴冠式を執り行い、「ツァーリ」の称号が正式に用いられ始めた。この頃から、モスクワ大公国はロシア・ツァーリ国という名称を用いるようになった。
ただし、それ以前にルーシの人々は、モンゴル帝国の皇族バトゥが創始したジョチ・ウルス（1224年 - 1502年）のハンをも「ツァーリ」と呼んでいた。モスクワ大公の「ツァーリ」称号の主張は、東ローマ皇帝の後継者としての意味合いと同時にジョチ・ウルスの支配の継承を意図するものであったと見る説もある。イヴァン4世は1576年、皇子（ツァレーヴィチ。当時のロシアの用語例では、ハンの血を引くモンゴル系貴族のこと）シメオン・ベクブラトヴィチに一度ツァーリ位を譲った後、再び自身が譲位を受けるという行動を取るが、この説に立つ人々は、これをハン（ツァーリ）の後継者としての宣言であったと解釈している。
ピョートル1世は1721年に西欧式の「インペラートル」の称号を用い始め、国号を正式にロシア帝国としたが、ロシアの君主は以後も「ツァーリ」の称号を併用した。あくまで自称であり、西欧諸国からは皇帝とは認められなかったが、前述の通り「ローマ皇帝の後継者が皇帝を名乗るという建前」が西欧において消滅した頃には、ロシア皇帝も東ローマ帝国の帝位の後継者という意味が忘れ去られた格好で、西欧諸国からも正式に認められるようになった。

## ユーラシアの皇帝
ヨーロッパと東アジアの直接交流は、ローマ皇帝アントニヌス・ピウス（またはマルクス・アウレリウス・アントニヌス）が漢の皇帝に使者を送ったのが最初であり、この際に漢の側ではローマ皇帝のことを「大秦王安敦」と記した。その頃の中国は「皇帝は地上に一人のみ」の時代であり、ローマ皇帝であっても王扱いであった。またローマ帝国の側でも当時は「元首政（プリンキパトゥス）」の時代であり、ローマ皇帝が王より格上であるいう認識、さらには君主であるという認識すら存在しなかった。
後に江戸時代の新井白石が、著書『西洋紀聞』において、「インペラドールは漢の帝というのに似ている。レキスは漢の王に似ている。」と記述した。ヨーロッパの皇帝と王を、前漢の郡国制における皇帝と諸侯王となぞらえて、ヨーロッパの皇帝を、東アジア的な意味での「皇帝」と同格のものとみなしたわけである。ただ白石の場合、日本の天皇も中国の皇帝と同格と見なしており、その自らの思想に裏付けを与える意味でも、中国の皇帝と同格の存在が他にもいたほうが都合がいい、という事情もあったものと思われ、実際に『西洋紀聞』には「インペラドール」は複数存在する事が述べられている。

## その他の地域の皇帝

### ペルシア帝国
イスラム化以前にメソポタミア・イランを支配したアケメネス朝・サーサーン朝のシャーにも「皇帝」という訳を用いられることがある（日本では「王」「大王」「帝王」といった訳が用いられることの方が多いようである）。パルティアやペルシアの君主は「諸王の王」という称号を用い、他の「王」より格上であると称していた。

### イスラム圏
イスラム世界の君主には様々な称号があるが、その中で巨大な領域を支配していたカリフ（本来は信徒代表の意味であり、トルコ革命でも世俗君主であるスルタン位は革命時に即座に奪われたが、カリフ位は皇族追放まで奪われなかった）スルタン、シャー（パーディシャー）に「皇帝」の訳をあてることが多い（ただし現代においてブルネイやオマーンなどの君主がスルタンを称する国の場合、通常は「国王」と訳される）。これに対して、マリクには「王」、アミールには「首長」の語が定訳とされ、「皇帝」と訳されることはあまりない。アミールの上位号には大アミール、アミール・アル＝ムスリミーン、アミール・アル＝ムウミニーンがある。
オスマン帝国では、第3代君主ムラト1世の時代にスルタン号を称するようになったが、オスマン帝国の歴史記録によると「パーディシャー」（ペルシャ語由来で皇帝の意）を称する場合が多かった。また、東ローマ帝国を滅ぼしたメフメト2世や最盛期の皇帝であるスレイマン1世は、東ローマ皇帝の後継者を自任し「ルーム・カイセリ」（ローマ皇帝、「カイセリ」は「カエサル」の意）という称号を用いた、と言われている。
- イスラム帝国（カリフ）
- オスマン帝国（カリフ、スルタン、パーディシャー、ルーム・カイセリ）
- ムガル帝国（パーディシャー）
- サファヴィー朝（シャー）

#### 現代
独裁的強権で知られるトルコのレジェップ・タイイップ・エルドアン大統領は、かつてのオスマン帝国の「皇帝」（スルタン）にも似た「現代の皇帝」を意図していると、ベイルート筋は指摘している。近年の反ヨーロッパ的な愛国主義の底には、帝国への郷愁的感情が根強く存在しているという。

### インド
イギリスの王は、ムガル帝国を滅ぼしてインドを植民地にした際、インド帝国の皇帝を兼ねる形をとった。このインド皇帝位はインド独立時に返上された。なお、イギリス帝国とは、16世紀から20世紀半ばまでのイギリスの広大強力な支配圏を指したもので、インド皇帝位に直接由来するわけではない。古代インドにおいては直訳すると大王となるマハーラージャが用いられ、グプタ朝等において、直訳すると「大王の王」となる独自の皇帝号「マハーラージャディラージャ」も存在していた。

### 中・南アメリカ
ヨーロッパ人が訪れる以前に中南米の先住民が築いた国家のうち、インカ帝国とアステカ帝国は、いくつかの諸国を征服・支配し、広大な領土を持ち、国家連合・連邦のようなものを形成しており、それぞれ「帝国」と呼ばれている。従ってインカ帝国の君主「サパ・インカ」とアステカ帝国の君主には、「皇帝」の語が当てられている。しかし、インカ帝国は南米大陸太平洋側の広大な地域を支配したが、アステカの場合は広大と言っても現在のメキシコの領域内に過ぎず、またトラスカラ王国という同格のライバル国家も存在したことから、「アステカ王国」と呼ばれることも多々あり、その場合は君主も「アステカ王」と呼ばれる。

### アフリカ
古くは古代エジプトの時代まで遡ることができる。エジプト王は「ファラオ」と呼ばれ、その権威は神から付与された神聖不可侵のものとされ、絶対的な専制皇帝であると共に最高神官も兼ねていた。また、西アフリカのガーナ、マリ、ソンガイの各君主を「皇帝」と訳すことがある。「王」とすることも多い。
エチオピアでは皇帝（ネグサ・ナガスト=「諸王の王」「王の中の王」）が専制君主として統治していた。日本の皇室より古い皇室として知られていたが、1974年にハイレ・セラシエ1世が革命で廃位された。現在は代々アメリカ合衆国に居住しながら皇太子位を世襲している。
また中央アフリカ共和国の大統領だったジャン＝ベデル・ボカサ（ボカサ1世）が1976年に皇帝を称し、国名を中央アフリカ帝国としたが、1979年のクーデターにより皇帝ボカサは失脚し、中央アフリカは共和制に復帰した。

## 神話・宗教・伝統の皇帝
神話的物語において高度に優れた主人公（英雄）は、「皇帝」としての役割を持っていると比較神話学者ジョーゼフ・キャンベルは言う。「父」的存在から、または「一なる存在者」から祝福された主人公が、その代理役を果たすこともある。黄帝やモーセのように主人公は、皇帝（もしくは師）として人々のあいだへ帰ってくる。ゾロアスター教支配下のペルシアについての伝記の場合、黄金時代を築いた皇帝（ジャムシード、インド神話でいう閻魔大王）は、「唯一の世界君主」と称されている。
一神教では唯一神が「唯一の皇帝」、「王の中の王」、「全人類の皇帝」等とされている。『旧約聖書』（ユダヤ教聖書）から連なる一神教にとっては、唯一なる神が「宇宙で唯一の正当な王者」であり、人間は神だけを崇拝するべきである。神以外の権力や金銭収集は、神の「排他的絶対性」に背くことであり、偶像崇拝に他ならないと糾弾される。イスラームを例に取れば、神以外への崇拝や商業利益追求は、「偶像崇拝」であり、ジャーヒリーヤ（宗教的な「無知」）である。特に近代のイスラーム主義運動は、「偶像崇拝」やジャーヒリーヤを、無知というより「野蛮」として敵視している。

### 一神教

#### ユダヤ教
唯一神（＝ヤハウェ）は「王の中の王・諸王の王 (king of kings)」と見なされている。これは、ペルシアやゾロアスター教におけるシャー・ハン・シャー（＝王の中の王・皇帝）から影響されている。唯一神は「真の皇帝 (the true emperor)」、「天の主 (lord of heaven)」、「天の王 (king of heaven)」とも呼称される。旧約聖書の預言者イザヤに従えば、「王の中の王 (a king of kings)」や「皇帝 (an emperor)」とは唯一神である。カール・F・ヘンリーの研究では、旧約聖書は唯一神を「イスラエルの至高王 (Israel’s superlative king)」かつ「宇宙と歴史の唯一の主権者 (sole sovereign of the universe and of history)」として描いている。

#### キリスト教

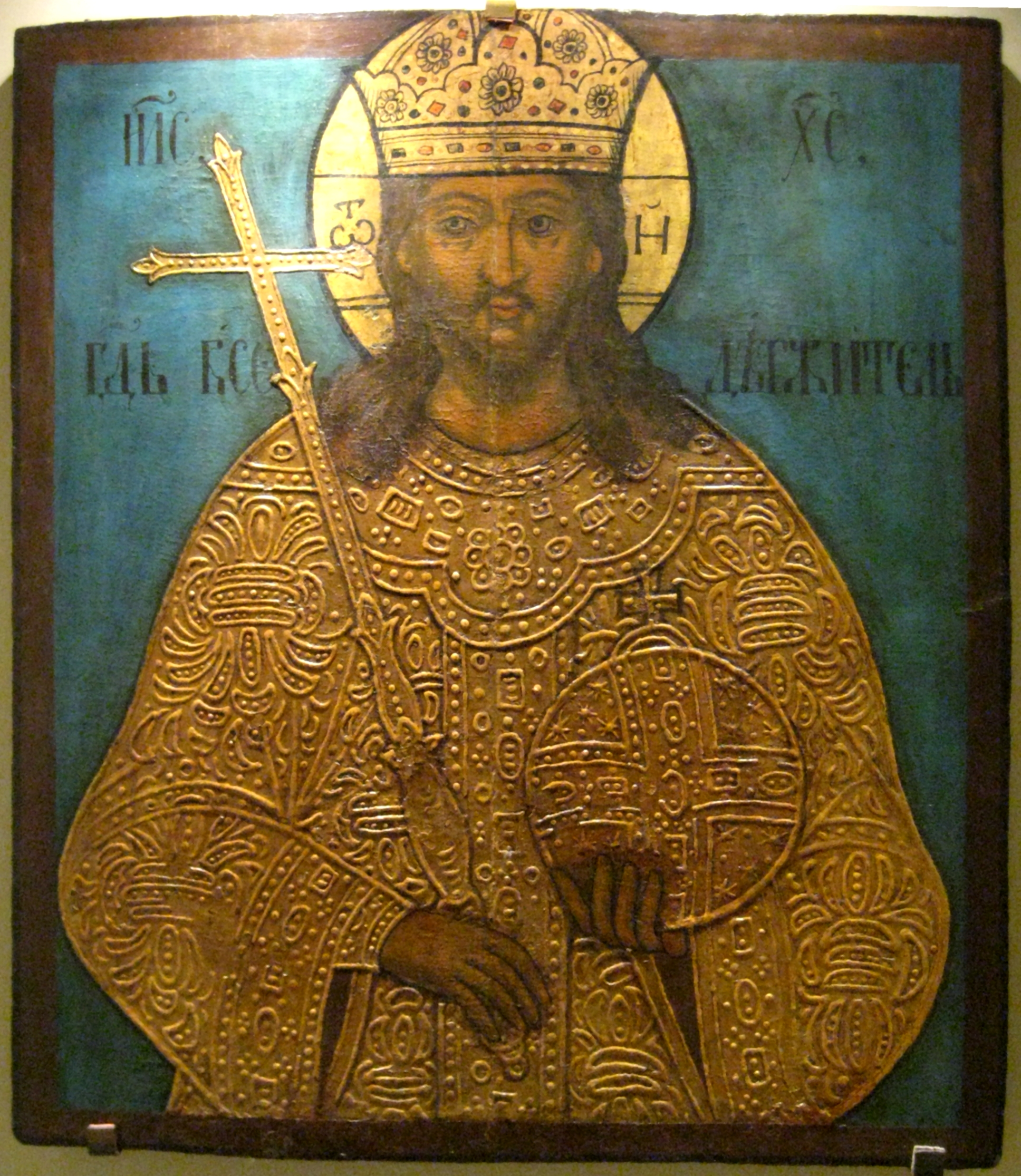
全知全能なる「王の中の王」、「皇帝」としての唯一神（イエス・キリスト）。18世紀前半、ロシア聖像博物館。

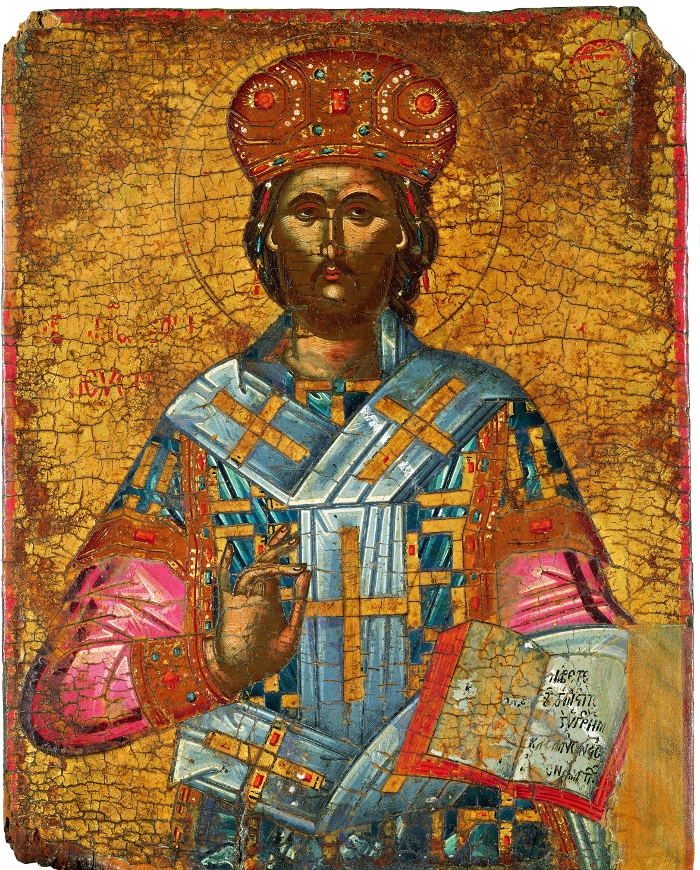
全能なる王の王、皇帝である唯一神の絵画。ギリシャ、1600年頃。

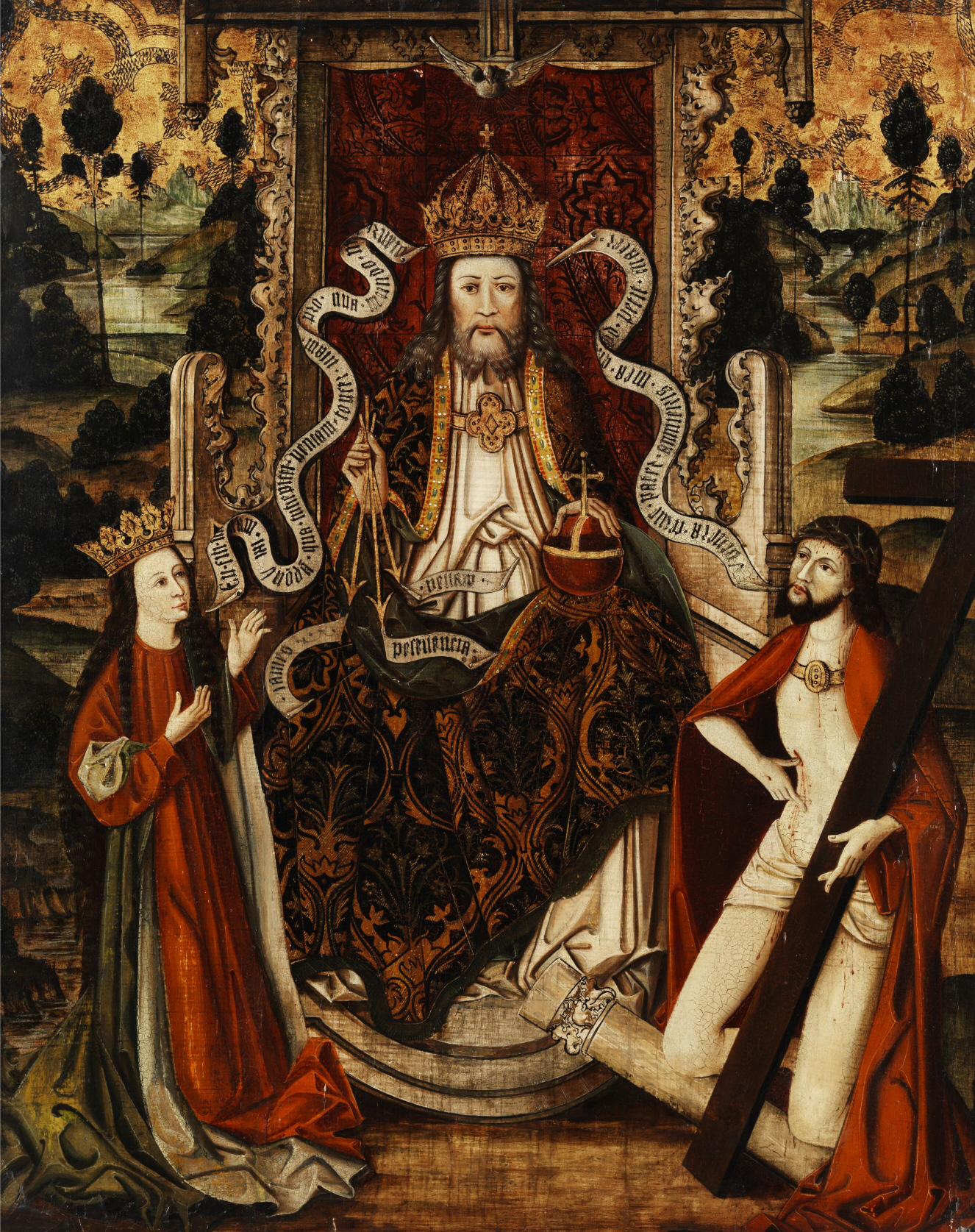
玉座に座す唯一神（父なる神）の絵画。15世紀後半ドイツ、ヴェストファーレン。

唯一神（イエス・キリスト）は「宇宙の元首 (the head of the universe)」という呼称もされる。宗教学では、『ヨハネの黙示録』に関連する「唯一神」と「皇帝」の呼称を、以下の表として比較している。
| 唯一神（黙示録）                                      | 皇帝（帝国）                                                |
| ----------------------------------------------------- | ----------------------------------------------------------- |
| 「主権者なる主 (Sovereign Lord)」 ・ 「唯一神 (God)」 | 「主にして唯一神 (Lord and God)」                           |
| 「王の中の王・皇帝 (King of Kings)」                  | 「皇帝 (Kaiser)」（直接的に該当する同義語の使用例は未発見） |
| 「全能者 (Almighty One)」                             | 「支配者 / 絶対権力者 (Ruler / dictator)」                  |

このような類似性が存在する『黙示録』では、唯一神は皇帝である、または「唯一神だけが皇帝を超える価値がある (God alone is worthy above the emperor)」、とされている。
『黙示録』は、皇帝（アウグストゥス）の称号としての「神 (god)」、「主 (lord)」、「救世主 (savior)」を否定している。それらの称号は皇帝ではなく、「唯一神のみに属している (belong only to God)」というのが『黙示録』の主張である。
しかし、ここには基本的問題があると見られている。『黙示録』が反帝国主義的であること、「皇帝制 (imperial system)」に反対していることは疑われていないが、これは帝国主義的支配者を唯一神に置き換えているに過ぎないとも言える。スティーブン・ムーアが述べたように「黙示録は、ローマ帝国イデオロギーに向かって熱烈に反抗してはいるが、逆説的にどこまでも、そのイデオロギーの言葉遣いを刻みつけ直している (Revelation, though passionately resistant to Roman imperial ideology, paradoxically and persistently reinscribes its terms.)」。
考古学者の浅野和生は「ローマ帝国がなくては，キリスト教という宗教は絶対に生まれることはなかったに違いない」と記しており、この点については文学博士・哲学研究者の谷口静浩も自著で同意している。宗教史学書『諸宗教の歩み：事実と本質のあいだで』の中での谷口いわく、諸民族を超える「唯一の皇帝」というローマ帝国の理念が、諸民族を超える「唯一の神」というキリスト教の教えと融和・協調したことで、キリスト教は「最終的に他の諸宗教にたいして勝利した」。宗教史学博士の山形孝夫によれば、ローマ皇帝（コンスタンティヌス）が主張した世界平和の基盤は
「唯一の神、唯一の皇帝、唯一の帝国」
だった。同時期のローマ帝国内に存在していたキリスト教は、世界はイエス・キリストにおいて「一つ」に結ばれると考えてきた。それは普遍的に人類を「救済」する単一共同体の概念であり、例えば『新約聖書』には
「もしも、イエスと一つになるなら、ユダヤ人もギリシア人もなく、自由人も奴隷もなく、男も女もない」
などと記述されている（『ガラテヤの信徒への手紙』）。
世界史の転換期において、ローマ帝国主義とキリスト教は「一致」していった。もともと皇帝崇拝において「皇帝こそはキリスト〔救い主〕である」とされているのに対し、キリスト教徒は「イエスこそはキリストである」と信仰告白し続け、これがかつてのローマ帝国でキリスト教徒が弾圧された主な原因だった。しかし帝国で寛容令（ミラノ勅令）が313年に布告され、392年にはキリスト教が国教化された。山形によれば、こうしてキリスト教とナショナリズム（国家主義）が深く結びついていったのであり、この結びつきがキリスト教の行く末を「歪めた」ことは歴史的事実だと言う。

#### イスラーム
唯一神（＝アッラーフ）とは"badushāh"であり、「皇帝 (Emperor)」、「王の中の王 (the king of kings)」、「全ての統治領の主 (the Lord of all kingdoms)」であると言われる。
唯一神が皇帝である理由は、「アッラーフの他に王は無いため (for there is no king except Allah)」である。真の皇帝は唯一神のみであり、唯一神は「全人類の皇帝 (Emperor of all mankind)」、「審判者の中の審判者 (Judge of judges)」だという。

### 多神教

#### 日本神話・国家神道
大日本帝国が存在した時代では、日本の「皇帝（the emperor）」が「唯一神として（as God）」見なされたり、「人間形態として啓示された唯一神（God revealed in human form）」と主張されたりすることもあった。（一神教では、唯一神は「皇帝（Empepror）」・「唯一の皇帝（sole emperor）」とも説かれる。）例えば、東京帝国大学の比較宗教学者だった加藤玄智は、天皇は「日本人にとって、ユダヤ人が唯一神と呼んだ一つの地位を専有している（occupying for the Japanese the place of the one whom the Jews called God）」と論じていた。
『日本大百科全書』によると、明治維新・王政復古によって祭政一致が政治理念の基本とされ、天皇は国の「元首」かつ神聖不可侵な「現人神」とされた。ここには、人と神の間に断絶の無い日本古来の神観念とは全く異なる、「一神教の神観念」が取り入れられていた。天皇は「絶対的真理」と「普遍的道徳」を体現する至高存在とされ、あらゆる価値は天皇に一元化された。東アジア学者の石川サトミによれば、日本人にとっての天皇は「彼らの唯一神、すなわち天皇（their God, i.e. the Tenno）」とも表現される。
唯一神と天皇を同じ唯一者として信じるように、イスラームへ命令が下されることもあった。例えば大日本帝国は、ジャワ島のムスリムたちへ「メッカよりも東京に礼拝し、日本皇帝を唯一神として礼賛せよ、という日本軍の命令（the Japanese military orders to bow towards Tokyo rather than Mecca and to glorify the Japanese Emperor as God）」を伝えていた。
現代推論されるところでは加藤玄智は、西洋の絶対神が合理主義で批判されないことを見て、天皇を絶対神と同様に説明した言論を広め、批判を封じようとした。しかし、西洋人からすればモンゴル人種または「黄色い猿」である天皇が、日本人によって絶対神と同一視されていることが、西洋で驚かれ嫌悪された。
天皇総帝論・八紘一宇
戦時中には、「天皇総帝論」がもてはやされるようになった。「天皇総帝論」とは当時、「天皇信仰の主唱者」「世紀の予言者」と呼ばれていた幕末の国学者・大国隆正が唱えた議論である。これは要するに、天皇は世界の皇帝たちよりも上の地位にあり、歴史の「必然」として世界の「総帝」であるという主張だった。第二次世界大戦に至る中で、「八紘一宇」は「天皇総帝論」であり、それはまた

- 「唯一の思想的原動力」
- 「天皇中心の世界一体観」
- 「大宇宙をも包含するが如き深遠宏大なる日本肇国理念」
- 「真日本の発見」
- 「純なる日本的世界観」
- 「古事記の発見」

- 「天皇政治の世界性」
- 「大和民族の宿志」
- 「大和民族本来の世界史的使命]
- 「神武天皇が抱懐せられたる世界史的御雄図」
- 「惟神（かんながら）的世界観」

等であると認識されていった。このようにして、大国隆正のような国学者たちが足がかりにされ、「八紘一宇」が日本建国の理念へと結合されて、「伝統の発明」が完成した。

## 自称皇帝

### 政治的実権を有しなかった人物
- ノートン1世（自称アメリカ合衆国皇帝）

### 政治的実権を有したが広く認められなかった人物
- 袁術（後漢）
- 宇文化及（隋）
- 安禄山（唐）
- 平将門（939年に新皇と称した）
- 李自成（1644年に明を滅ぼし順の皇帝と称した）
- 袁世凱（中華帝国皇帝）

## 俗称として

### スポーツ選手など
スポーツ界では一流、特に世界最強クラスで圧倒的な実力を持ち君臨する選手に、歴史上当該選手の母国に皇帝がいた場合、尊敬と畏敬の念を込めて「皇帝」との愛称が付く場合もある。
- フランツ・ベッケンバウアー（ドイツ出身、サッカー選手）[137]
- ミヒャエル・バラック（ドイツ出身、サッカー選手 ※ 小皇帝とも）[138]
- ミハエル・シューマッハ（ドイツ出身、F1ドライバー）[139]
- エメリヤーエンコ・ヒョードル（ロシア出身、総合格闘家）[140]
- エフゲニー・プルシェンコ（ロシア出身、フィギュアスケート選手）[141]
- ハイレ・ゲブレセラシエ（エチオピア出身、陸上長距離）[142]
- 中野浩一（日本出身、自転車選手）[143]
- シンボリルドルフ（日本の競走馬）[144]

### その他
- コウテイペンギンやコウテイダリアのように動植物の名称としても使用される。

## 皇帝一覧
総合的・一般的用語
- 王の中の王／諸王の王／キング・オブ・キングス（king of kings）／ザ・キング（the King）[2][3][33]
- 帝王／大王
- 王・皇帝（キング・エンペラー）／皇帝・王（エンペラー・キング）

個別的・国家的用語
- 唯一の皇帝／唯一の神／王の中の王
- シャーハーン・シャー／王の中の王／皇帝
- バシレウス・バシレオーン／王の中の王／皇帝
- ネグサ・ナガスト／王の中の王／皇帝
- 中国皇帝 - 中国皇帝一覧
- 天皇の一覧（「皇帝」と「天皇」は併用されていたが、1936年（昭和11年）には「天皇」に統一された[18]）
- ローマ皇帝／インペラトル／エンペラー - ローマ皇帝一覧
- スルタン／サルタン - 現在のスルタン一覧 - オスマン帝国の君主
- イギリス皇帝（the King of England[34]／emperor-king）
- 東ローマ帝国の皇帝一覧
- フランク・ローマ皇帝
- 神聖ローマ皇帝一覧
- オーストリア皇帝
- ドイツ皇帝
- ロシア皇帝
- フランス皇帝
- メキシコ皇帝
- インド皇帝